# Dealu Mare
Dealu Mare falu Romániában, Erdélyben, Kolozs megyében.

## Fekvése
Roska mellett fekvő település.

## Története
Dealu Mare korábban Roska része volt, 1941-ben  439 román lakossal. 1956-ban 413 lakosa volt. 1966-ban 458 lakosából 457 román, 1 magyar volt. Az 1977-es népszámláláskor 522, 1992-ben 419, 2002-ben pedig 373 román lakosa volt.